# 细斑珍灯鱼
细斑珍灯鱼（学名：Lampanyctus alatus）为輻鰭魚綱燈籠魚目灯笼鱼科珍灯鱼属的鱼类。分布于台湾岛等，屬深海魚類，棲息深度40-1500公尺，體長可達6.1公分。该物种的模式产地在墨西哥湾。